# 洛夫廣場 (阿肯色州)
洛夫廣場（英語：Love Place）是位於美國阿肯色州克羅斯縣的一個非建制地區。該地的面積和人口皆未知。

## 地理
洛夫廣場的座標為35°18′59″N 90°34′25″W / 35.31639°N 90.57361°W，而該地的平均海拔高度為米（即英尺）。